# Daniel Acker
Daniel Acker (* 1. Juni 1853 in Wilkes-Barre, Pennsylvania, Vereinigte Staaten; † 19. Januar 1921 in Wilkes-Barre, Pennsylvania, Vereinigte Staaten) war ein US-amerikanischer Banjospieler, Musikpädagoge und Komponist.

## Leben
Daniel Acker war ein bekannter Musiker und Instrumentallehrer. Um 1889 kam er nach Wilkes-Barre und etablierte sich als Banjolehrer. Er unterrichtete seine Schüler im Komponieren und Arrangieren von Stücken für ihre Instrumente. Schon 1891 verkaufte er Banjos und Gitarren in Wilkes-Barre. Dort unterrichtete er am Y. M. C. A. - Gymnasium. 1892 leitete er das Wilkes-Barre-Banjo-Orchestra, bestehend aus jeweils doppelt besetztem erstem Banjeurine, erstes Large Banjo, Piccolo Banjo und je einfach besetzt zweites Large Banjo Gitarre. Acker selbst spielte das Lead Banjeurine. Später leitete er ein Zupforchester in Wilkes-Barre bestehend aus Mandolinen-, Banjo- und Gitarrenspielern. Er unterrichtete das Spielen auf dem Banjo, der Gitarre, Mandoline und anderen Saiteninstrumenten. Am 19. Januar 1921 starb er im City Hospital [Städtisches Krankenhaus] von Wilkes-Barre an einer intrazerebralen Blutung und wurde auf dem Mount Green Cemetery bestattet.

## Werke (Auswahl)
- Little Spring, Schottische, 1890 (Digitalisat beim IMSLP)
- On the square, Quickstep für Banjo, Stephan Paterson, New Jersey, 1891[16]
- The Wedding Party, Waltz für Banjo und Klavier, Stephan Paterson, New Jersey, 1891[16]
- Meeting the Friends, Galopp für Banjo, Stephan Paterson, New Jersey, 1891[16][17]
- Our own, Schottische, Banjeurine und Banjo, Stephan Paterson, New Jersey 1891[16]
- Adelphia, Waltz für zwei Gitarren, Stephan Paterson, New Jersey, 1891[18]
- Attempt, Quickstep für zwei Gitarren, Stephan Paterson, New Jersey, 1891[18]
- The Dorrance, Polka für zwei Banjos, L. B. Gatecomb, Boston, 1891[19]
- The Delightful, Schottische, für Gitarre, Stephan Paterson, New Jersey, 1891[20]
- The Parting, Waltz für zwei Banjos, Stephan Paterson, New Jersey, 1892[21]
- Homeward Bound, Marsch für zwei Banjos, Stephan Paterson, New Jersey, 1892[22]
- Snow Flake, Mazurka für zwei Banjos, Stephan Paterson, New Jersey, 1892[22]
- Gracie, Mazurka für zwei Banjos, Stephan Paterson, New Jersey, 1892[22]
- Combination, Jig für Banjo, Stephan Paterson, New Jersey, 1892[23]
- Laurel, Schottische für Banjo, Stephan Paterson, New Jersey, 1892[23]
- Roland Reed Waltz, für Banjo, Stephan Paterson, New Jersey, 1892[23]
- The return march, 1895 OCLC 59280793[24]
- Spirit of Old Virginia, 1894[25]
- A Breeze from Alabama, D. Acker, Wilkesbarre, 1896
- Onoko, March und Twostep, 1897
- The Irving, Twostep für Banjo solo, 1903[26]
- Welcome, March für Mandolinen-, Gitarren- und Banjoorchester, 1904
- The Diamond City, Twostep, 1909 OCLC 497034114 (Digitalisat beim IMSLP)
- A Love Chat. Walzer. 1913 OCLC 497034124
- Faithful friends, Marsch, 1917 OCLC 1099871525